# هنگشوی
هنگشوی (به لاتین: Hengshui) یک شهر مرکزی در جمهوری خلق چین است که در هبئی واقع شده‌است.

## خصوصیات
هنگشوی ۸٬۸۳۶٫۹۵ کیلومترمربع مساحت و ۴٬۳۴۰٬۷۷۳ نفر جمعیت دارد.